# Генрі Діґбі, 1-й граф Діґбі
Генрі Діґбі, 1-й граф Діґбі (21 липня 1731 — 25 вересня 1793) — британський пер і член парламенту.

## Раннє життя
Діґбі був молодшим сином Шарлотти Фокс і Едварда Діґбі, член парламенту графства Ворікшир з 1726 по 1746 рік. Його старшим братом був Едвард Діґбі, 6-й барон Діґбі, постільничий принца Уельського з 1751 до 1753 року.
Його бабусею і дідусем по батькові були Вільям Діґбі, 5-й барон Діґбі, і леді Джейн Ноель (друга донька Едварда Ноеля, 1-го графа Ґейнсборо, і леді Елізабет Вріотслі, старшої дочки і співспадкоємиці Томаса Вріотслі, 4-го графа Саутгемптона). Його мати була дочкою сера Стівена Фокса. Генрі Фокс, 1-й барон Голланд, був його дядьком, а Чарльз Джеймс Фокс — двоюрідним братом.

## Кар'єра

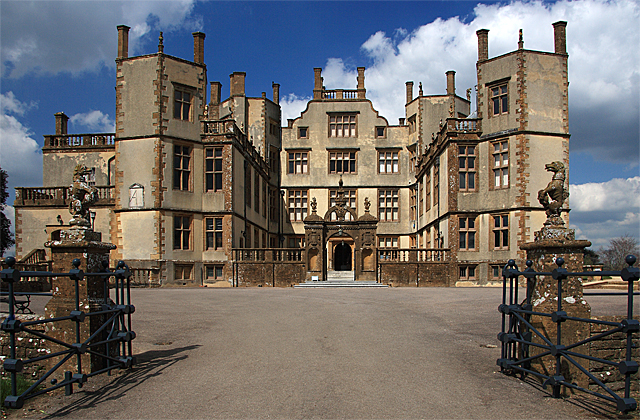
Замок Шерборн, Дорсет.

Діґбі був обраний до Палати громад від Людґершалла в 1755 році, це місце він займав до 1761 року, а потім представляв Валлію між 1761 і 1765 роками. З 1763 по 1765 рік він був лордом Адміралтейства. У 1757 році він змінив свого старшого брата Едварда на посаді 7-го барона Діґбі, але оскільки це було перство Ірландії, це не давало йому права засідати в британській Палаті лордів і не змусило його залишити своє місце в Палаті громад. Однак це дало йому право власності на родинний замок Шерборн.
У 1765 році Діґбі був номінований бароном Діґбі з Шерборна в графстві Дорсет, у титул перства Великобританії із переходом титулу по чоловічій лінії від батька. Таким чином він втрачав своє місце в Палаті громад і приєднувався до дворян у Палаті лордів. З 1771 до 1793 року лорд Діґбі служив лордом-лейтенантом Дорсета.
У 1790 році він був удостоєний додаткової почесті, ставши віконтом Колсгіллом і графом Діґбі в перстві Великої Британії, з успадкуванням по чоловічій лінії.

## Особисте життя
5 вересня 1763 року лорд Діґбі одружився з Елізабет Фейлдінґ, дочкою Чарльза Фейлдінґа (сина Безіла Фейлдінґа, 4-го графа Денбі та Гестер Файрбрейс, старшої дочки та спадкоємиці сера Безіла Файрбрейса, 1-го баронета) та Енн ( уродженої Палмер) Бріджес (вдови сера Брука Бріджеса, 2-го баронета та дочки, і співспадкоємиці сера Томаса Палмера, 4-го баронета Вінгема). Разом вони мали одного сина:
- Шановний Едвард Діґбі (1764–1764), який помер немовлям[7].

Після смерті своєї першої дружини в 1765 році він одружився, вдруге, з Мері Ноулер, дочкою Джона Ноулера, Кентерберійського писаря, 10 листопада 1770 року. У них було п'ятеро дітей: .
- Леді Шарлотта Діґбі (1772–1807) вийшла заміж за Вільяма Вінґфілда, депутата від Бодміна, у 1796 році[7].
- Едвард Діґбі, 2-й граф Діґбі (1773–1856), який служив лордом-лейтенантом Дорсета з 1808 до 1856 рр.[7]
- Шановний Генрі Діґбі (1774–1776), який помер у дитинстві[7].
- Шановний Преподобний Роберт Діґбі (1775–1830), ректор Шелдона та вікарій Коулсгілла[7].
- Шановний Стівен Діґбі (1776–1795), який помер молодим[7].

Лорд Діґбі помер у вересні 1793 року у віці 62 років, і його наступником титулу став його старший син Едвард. Графиня Діґбі померла в 1794 році. Оскільки його старший син помер неодруженим і бездітним у 1856 році, віконтство та графство вимерли, а баронство перейшло до його двоюрідного брата, Едварда Сент-Вінсента Діґбі.